# Santigold
Santi White, dite Santigold (ou Santogold avant 2009), est une autrice-compositrice-interprète et productrice américaine, née le 25 septembre 1976 à Philadelphie. 
Son premier album studio Santogold (2008) combinant différents genres musicaux, rencontre un important succès public et critique avec le single L.E.S Artistes. Son deuxième album Master of My Make-Believe incluant le single Disparate Youth  paraît en 2012, suivi de 99¢ en 2016. Son quatrième album studio Spirituals sorti en septembre 2022, reçoit un bon accueil critique: le disque inclut les singles High Priestness et Ain’t Ready
Sa musique fusionne dub, new wave, punk rock, électronica, hip-hop, post-punk et reggae, sans appartenir à un genre.

## Biographie
Fille d'avocat, elle est diplômée de l'université Wesleyenne en musique et études afro-américaines.
Santi White commence sa carrière en décrochant un poste de responsable artistique chez Epic Records. Elle démissionne rapidement pour se consacrer à la production et à l'écriture de chansons. Elle écrit et produit ainsi le premier album de la chanteuse R'n'B Res, intitulé How I Do. En 2003, elle passe à la chanson pour le groupe de post-punk Stiffed, à Philadelphie. C'est à ce moment que le patron du label Lizard King Record la repère et la fait signer en solo. C'est le début de Santogold.
Son premier album sort en mai 2008 en France, précédé du single L.E.S Artistes. Sa musique est empreinte d'influences très diverses : la soul d'Aretha Franklin, la pop des Talking Heads et des Smiths. Son disque doit aussi beaucoup au dub et à la new wave : la chanteuse précise d'ailleurs que My Superman est basé sur  Red Light, une chanson de Siouxsie and the Banshees.
Composé au départ de la chanteuse Santi White (chant, production et songwriting) et du producteur John Hill, alias John Rodeo, le projet Santogold est en fait épaulé par plusieurs producteurs comme Chuck Treece, collaborateur des Bad Brains qu'elle reprendra d'ailleurs plus tard, Cliffored Pusey (de Steel Pulse), mais aussi l'architecte sonore Diplo (pygmalion de la chanteuse M.I.A.) ainsi que Spank Rock ou Switch.
Santi publie peu de temps après une mixtape intitulé Top Ranking: A Diplo Dub salué par Pitchfork. Parallèlement à cela, elle accepte d'enregistrer un titre pour la campagne 2008 de la marque Converse avec Julian Casablancas des Strokes et N.E.R.D. La chanson, produite par Pharrell Williams, s'intitule My Drive Thru.
En février 2009, un communiqué de presse annonce que Santogold devient Santigold sans en préciser la raison ; il semblerait cependant que ce soit dû à des poursuites judiciaires menées par un homme utilisant le pseudonyme de « Santo Gold » depuis 1983.
En 2011, Santigold met en ligne sur son myspace Go, un morceau qu'elle a enregistré en duo avec Karen O des Yeah Yeah Yeahs. Ce titre est extrait de son album Master of My Make Believe qui sort au printemps 2012 précédé du single Disparate Youth en mars.
En 2017, elle interprète Give It All (With You) avec Vince Staples. La chanson est le générique de fin du film Power Rangers.
En septembre 2022, l'album Spirituals reçoit des critiques favorables. Le Guardian le salue comme un « album plein d'entrain, rempli de sentiment et de ferveur » et lui attribue la note de 4 étoiles sur 5. Le NME lui attribue la même note, en érit que cette « pionnière continue dans la recherche du son et reste à la tête de la tendance qu'elle a créée ».  Quatre singles sont extraits de l'album: "High Priestess", "Ain't Ready", "Nothing" and "Shake".

## Style et influences

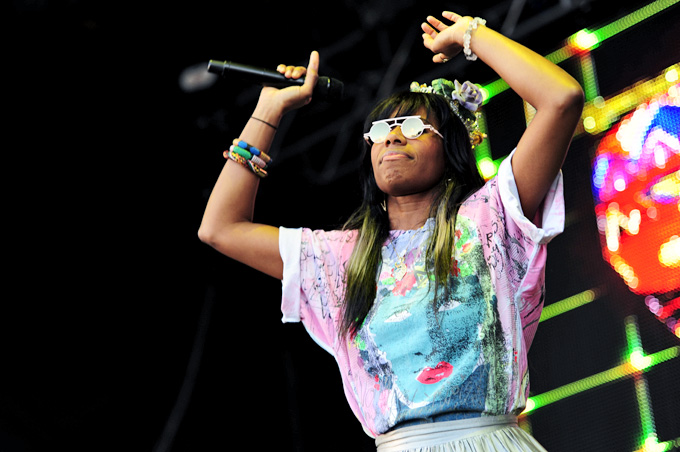
Santigold au Parklife Festival en 2011.

Le style de Santi a été comparé à ses débuts en 2008 à celui de M.I.A. Santi a déclaré qu'elles sont toutes les deux des « femmes qui ont des influences similaires et qui ont travaillé plus ou moins avec les mêmes personnes », mais que sa « musique est différente », ajoutant, :

« Je ne crois pas que quelqu'un pourrait prendre ma place… Je pense que ce qui est exact avec cette comparaison, c'est qu'elle est aussi une artiste qui a des influences différentes et qui les assemble d'une manière inattendue, sans être rattachée à un genre. »

White a été influencée par le dub et le punk. Elle a également mentionné son appréciation pour la musique new wave, indiquant que son morceau My Superman contient une interpolation de la chanson Red Light des Siouxsie and the Banshees. La pop des années 80 l'a aussi inspirée. Ses principales influences sont James Brown, Aretha Franklin mais également Devo qu'elle qualifie comme son « groupe préféré ». En outre, elle a grandi en écoutant beaucoup de reggae, de jazz, de Fela Kuti et de musique nigériane .

## Discographie

### Albums studio
- 2008 : Santogold
- 2012 : Master of My Make-Believe
- 2016 : 99¢
- 2022 : Spirituals

### Mixtapes
- 2008 : Top Ranking: A Diplo Dub
- 2018 : I Don't Want: The Gold Fire Sessions

### Singles
- 2008 : Creator
- 2008 : L.E.S. Artistes
- 2008 : My Drive Thru
- 2008 : Lights Out
- 2008 : Say Aha
- 2011 : Go! (avec Karen O)
- 2012 : Big Mouth
- 2012 : Disparate Youth
- 2012 : The Keepers

## Distinctions
| Année | Récompense              | Catégorie                                 | Résultat   |
| ----- | ----------------------- | ----------------------------------------- | ---------- |
| 2008  | NME Awards USA          | Révélation internationale de l’année      | Lauréat    |
| 2008  | Q Awards                | Révélation internationale de l’année      | Nomination |
| 2008  | MTV Europe Music Awards | Meilleur vidéoclip (pour L.E.S. Artistes) | Nomination |
| 2009  | BRIT Awards             | Artiste féminine internationale           | Nomination |
| 2009  | ASCAP Pop Music Awards  | Vanguard Award                            | Lauréat    |